# Amnon Lipkin-Shahak
Amnon Lipkin-Šahak, izraelski general, zgodovinar, politik in poslanec, * 18. marec 1944, Tel Aviv, † 19. december 2012, Jeruzalem.
Lipkin-Šahak je bil načelnik generalštaba Izraelskih obrambnih sil (1995–1998), minister za turizem Izraela (1999–2000) in minister za transport Izraela (2000–2001).